# Jay Dardenne

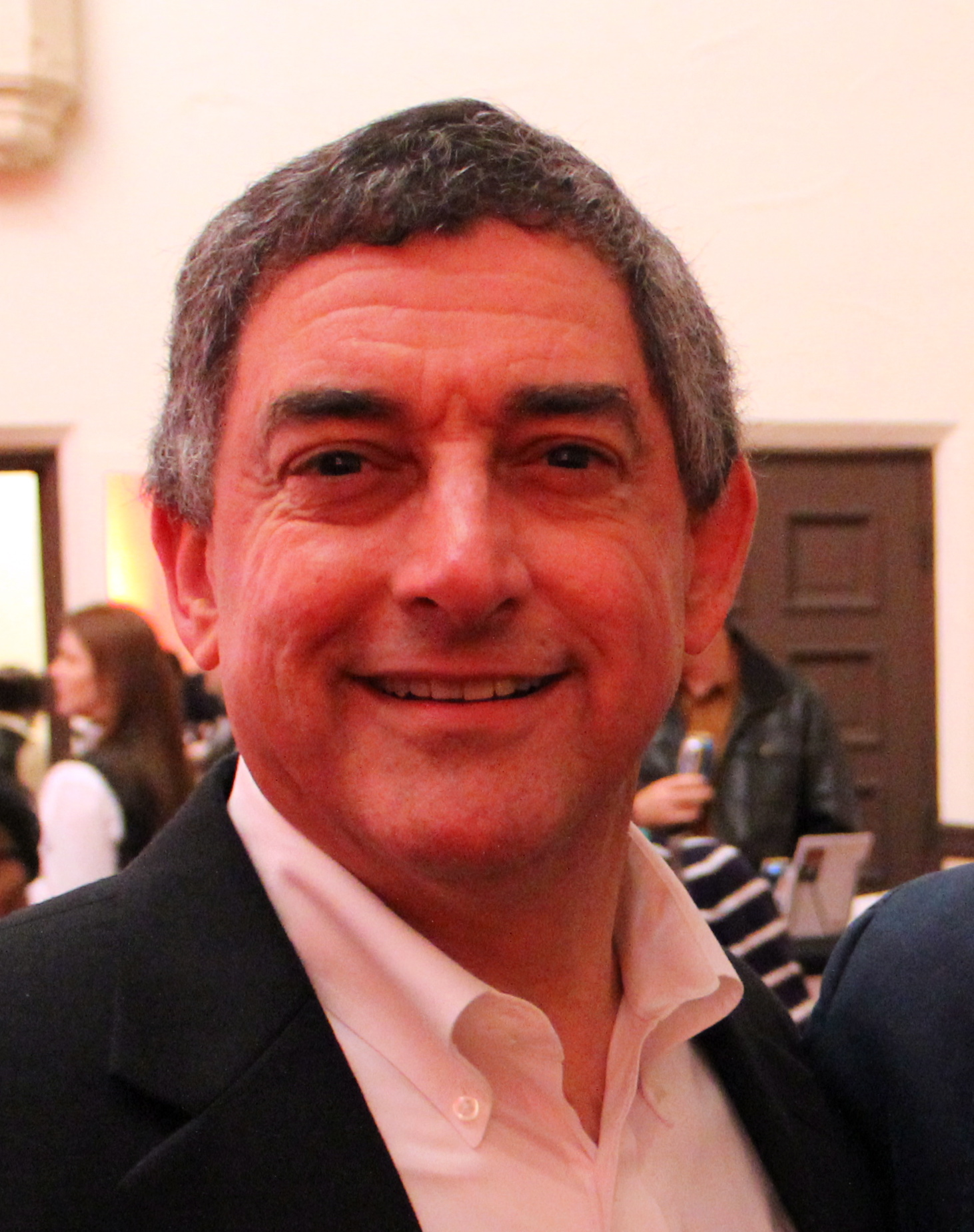
Jay Dardenne (2013)

John Leigh „Jay“ Dardenne Jr. (* 6. Februar 1954 in Baton Rouge, Louisiana) ist ein US-amerikanischer Politiker. Von 2010 bis 2016 war er Vizegouverneur des Bundesstaates Louisiana. Seit dem Amtsantritt von John Bel Edwards als Gouverneur ist Dardenne Commissioner of Administration.

## Werdegang
Jay Dardenne besuchte die Baton Rouge High School und studierte danach an der Louisiana State University Journalismus. Nach einem anschließenden Jurastudium an derselben Universität und seiner 1979 erfolgten Zulassung als Rechtsanwalt begann er in diesem Beruf zu arbeiten. Gleichzeitig schlug er als Mitglied der Republikanischen Partei eine politische Laufbahn ein. Im Jahr 1987 kandidierte er noch erfolglos für den Senat von Louisiana. Von 1989 bis 1991 saß er im Stadtrat von Baton Rouge. Zwischen 1992 und 2006 gehörte er dem Staatssenat an. Danach bekleidete er bis 2010 das Amt des Secretary of State von Louisiana.
2010 wurde Dardenne in einer Sonderwahl zum Vizegouverneur seines Staates gewählt. Ein Jahr später wurde er bei der regulären Wahl an der Seite Bobby Jindals bestätigt. Damit ist er Stellvertreter des Gouverneurs.
2015 trat Dardenne bei der Wahl für die Nachfolge Jindals im Gouverneursamt an. Bei der ersten Runde (einer sogenannten Jungle Primary, in der Kandidaten aller Parteien gemeinsam antreten und die beiden Stimmenstärksten unabhängig ihrer Parteizugehörigkeit in einer zweiten Runde gegeneinander antreten) erhielt er am 24. Oktober 2015 nach dem Demokraten John Bel Edwards (40 Prozent), dem republikanischen US-Senator David Vitter (23 Prozent) und dem früheren republikanischen Vizegouverneur Scott Angelle (19 Prozent) mit etwa 15 Prozent der Stimmen das viertbeste Ergebnis, verpasste also den Einzug in die zweite Runde. Dardenne sprach sich Anfang November für die Wahl des Demokraten Edwards aus, was zu empörten Reaktionen vieler Parteifreunde führte. Am 11. Januar 2016 endete seine Amtszeit als Vizegouverneur, Billy Nungesser wurde sein Nachfolger. Dardenne trat das Amt als Commissioner of Administration an.
Dardenne ist Mitglied mehrerer Organisationen und Vereinigungen. 
Mit seiner Frau Catherine hat Dardenne zwei Kinder.

## Belege
1. ↑  Campbell Robertson: David Vitter Ekes Out a Place in a Runoff for Governor of Louisiana. In: The New York Times, 25. Oktober 2015 (englisch).
2. ↑  Kevin Litten: Jay Dardenne's Endorsement of John Bel Edwards: Bipartisan and Personal. In: The Times-Picayune, 5. November 2015 (englisch).
3. ↑  Kevin Litten: A Messy Breakup: Republicans React to Jay Dardenne Endorsement of John Bel Edwards. In: The Times-Picayune, 6. November 2015 (englisch).

| Personendaten    | Personendaten                                 |
| ---------------- | --------------------------------------------- |
| NAME             | Dardenne, Jay                                 |
| ALTERNATIVNAMEN  | Dardenne, John Leigh Jr. (vollständiger Name) |
| KURZBESCHREIBUNG | US-amerikanischer Politiker                   |
| GEBURTSDATUM     | 6. Februar 1954                               |
| GEBURTSORT       | Baton Rouge, Louisiana                        |